# Sondering (geslachtsbepaling)

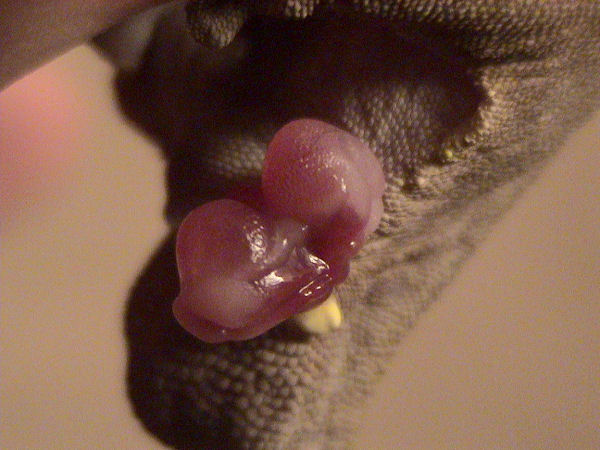
Alleen tijdens de paring komen de geslachtsorganen van de mannetjes naar buiten, hier de hemipenis van de wimpergekko.

Sonderen of poppen is het bepalen van het geslacht van dieren die inwendige geslachtsorganen bezitten, bijvoorbeeld reptielen. Hierbij wordt een sonde in de cloaca gestoken waarbij de diepte wordt bepaald. De cloacadiepte van mannetjes is in de regel groter dan bij de vrouwtjes. Sonderen is nodig bij soorten die niet seksueel dimorf zijn, waardoor de geslachten moeilijk zijn te onderscheiden. De juvenielen van veel soorten zijn uiterlijk helemaal niet uit elkaar te houden waardoor sonderen de enige manier is om het geslacht te bepalen. 
Het uitvoeren van een sondering moet met de grootst mogelijke zorgvuldigheid worden uitgevoerd, het liefst door een expert. De inwendige geslachtsorganen zijn niet voorzien van een beschermende huid en raken gemakkelijk beschadigd, ze zijn daarnaast net als de andere inwendige organen sterk doorbloed. Toch kan sondering ook schade voorkomen; van sommige soorten zoals kameleons is bekend dat ze zich al zeer jong kunnen voortplanten, wat echter niet goed is voor met name de vrouwtjes. Het vroegtijdig scheiden van de mannetjes en vrouwtjes kan dit voorkomen. 